# Canon EOS 30
Le  Canon EOS 30, est un appareil photo reflex argentique de marque Canon, commercialisé entre 2000 et 2004.

Il a été commercialisé aux États-Unis sous le nom de EOS Elan 7E. Sa principale particularité est la commande oculaire du collimateur de mise au point parmi sept possibles.

## Caractéristiques
Cet appareil doté d’un micro-ordinateur offre différents modes de prise de vue que l’on retrouve dans les appareils numériques récents.

### Plusieurs modes disponibles

#### Zone modes entièrement automatiques
- Mode 100 % automatique
- Mode portrait
- Mode paysage
- Mode gros plan (macro)
- Mode sports
- Mode scène nocturne

#### Zone modes photographe expert
- Priorité à la vitesse (de 30 s à 1/4 000 s ; flash synchronisé à 1/125 s)
- Priorité à l’ouverture (selon l’objectif)
- Mode programme
- Mode manuel
- Mode priorité zone de netteté

## Autres caractéristiques
- L’appareil accepte des films de sensibilités allant de 6 à 6 400 ISO en manuel, de 25 à 5 000 ISO par codage DX
- Alimentation par deux piles CR123A
- Sept collimateurs de mise au point pilotables à l’œil
- Chargement et rembobinage du film automatiques
- Autofocus débrayable
- Mesure TTL évaluative sur 35 zones, sélective, intégrale à prépondérance centrale.

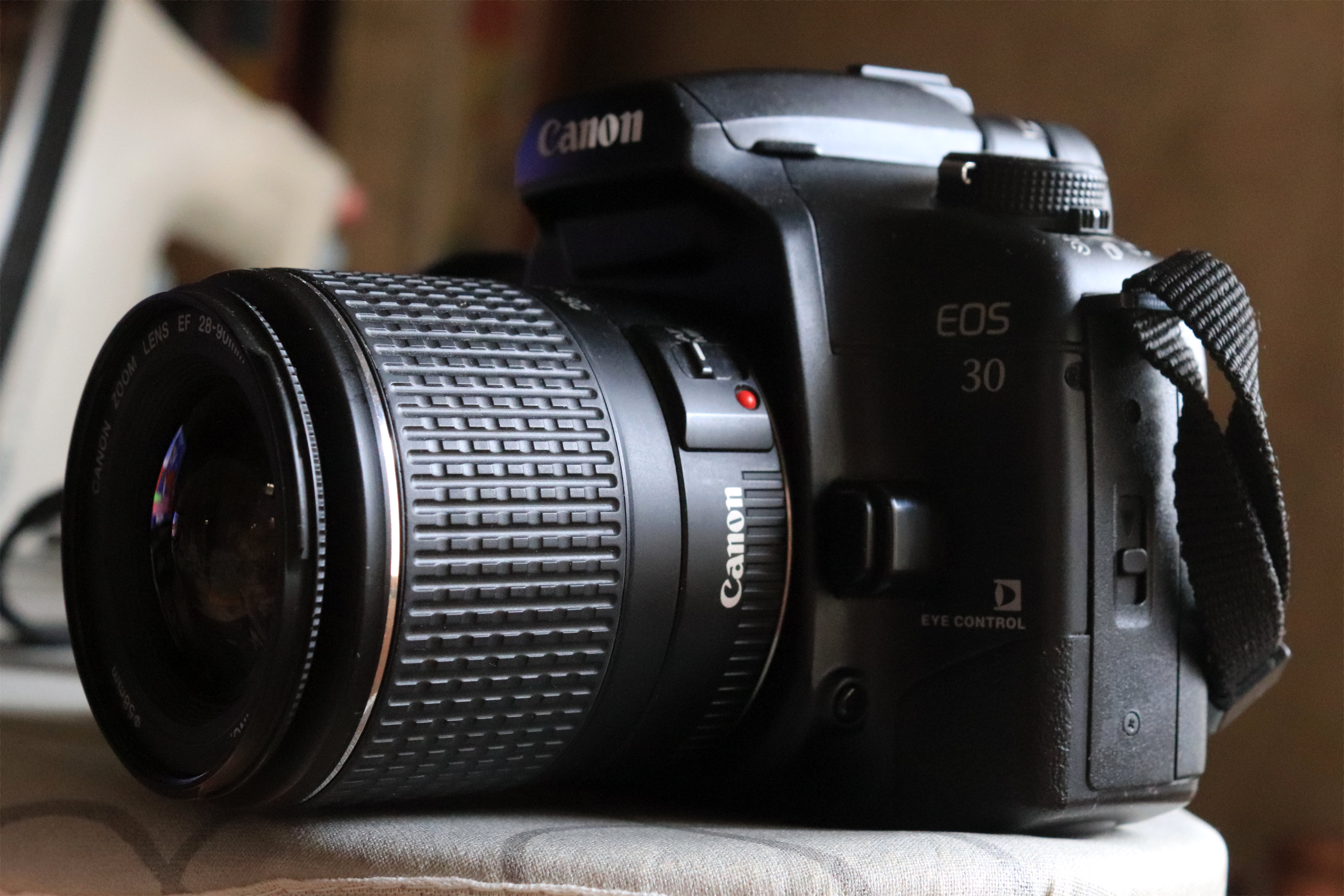
Canon EOS 30 vue de trois quarts avant.
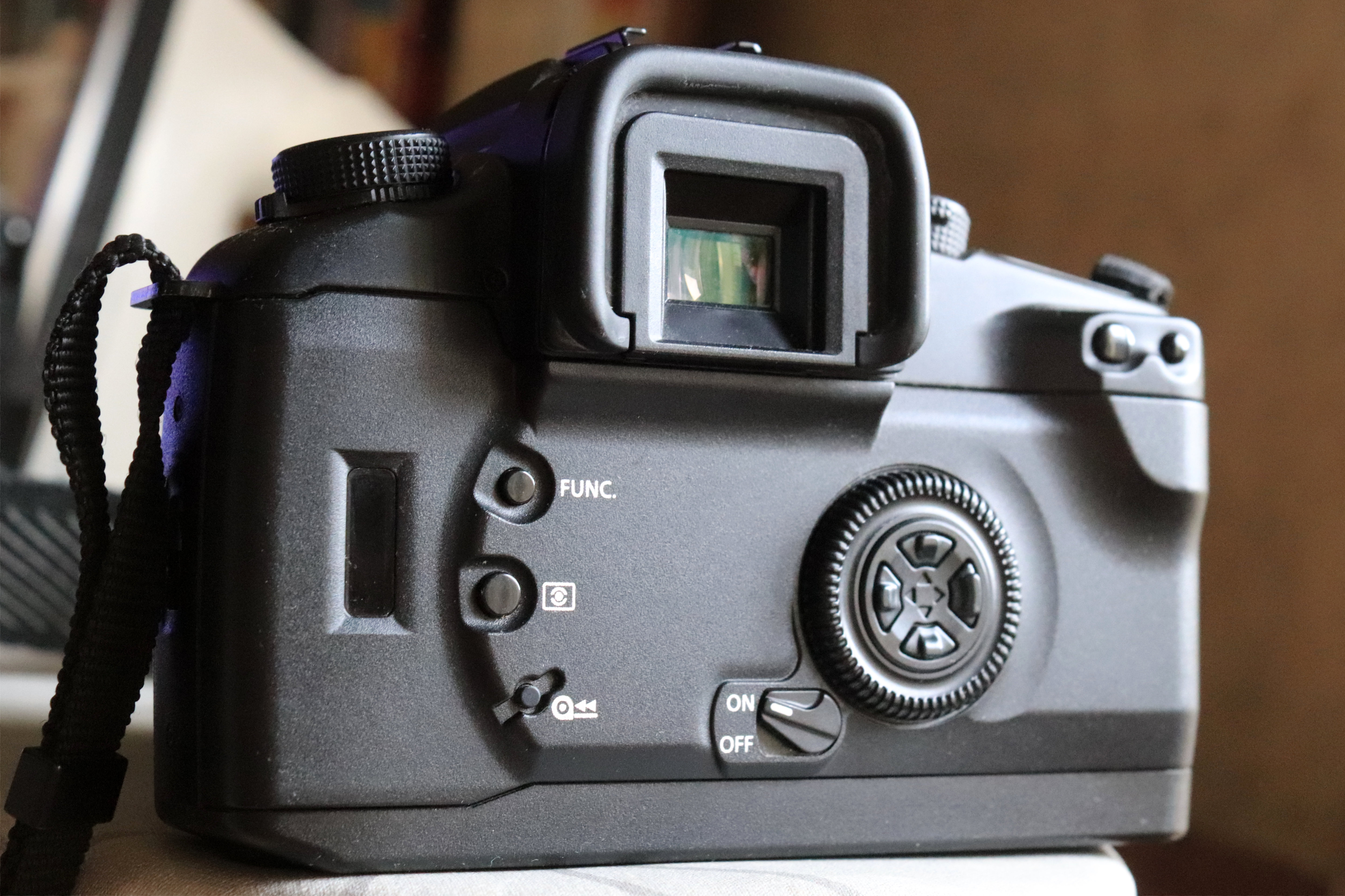
Vue arrière du Canon EOS 30 avec commandes (dos non dateur).
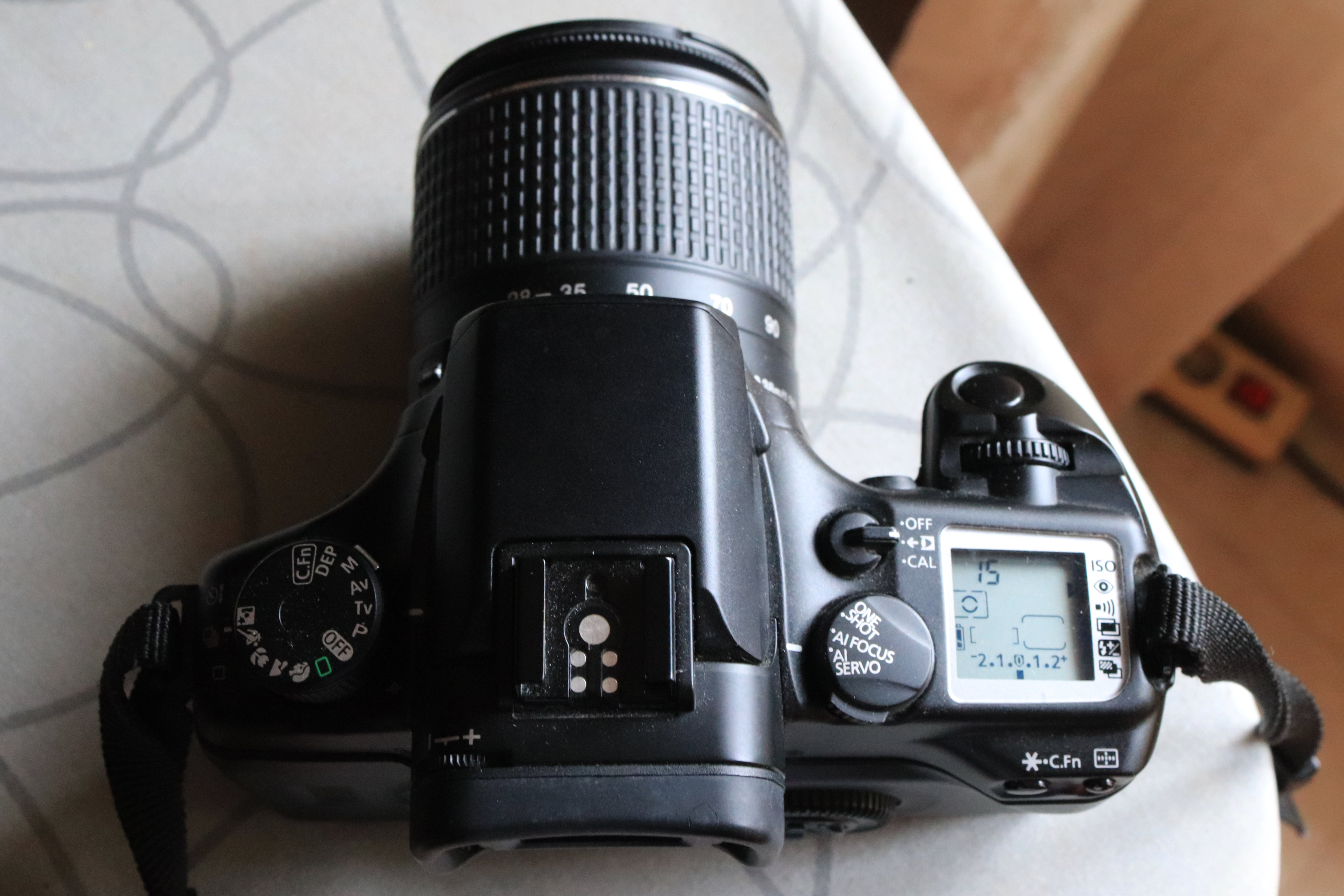
Vue du dessus du Canon EOS 30.
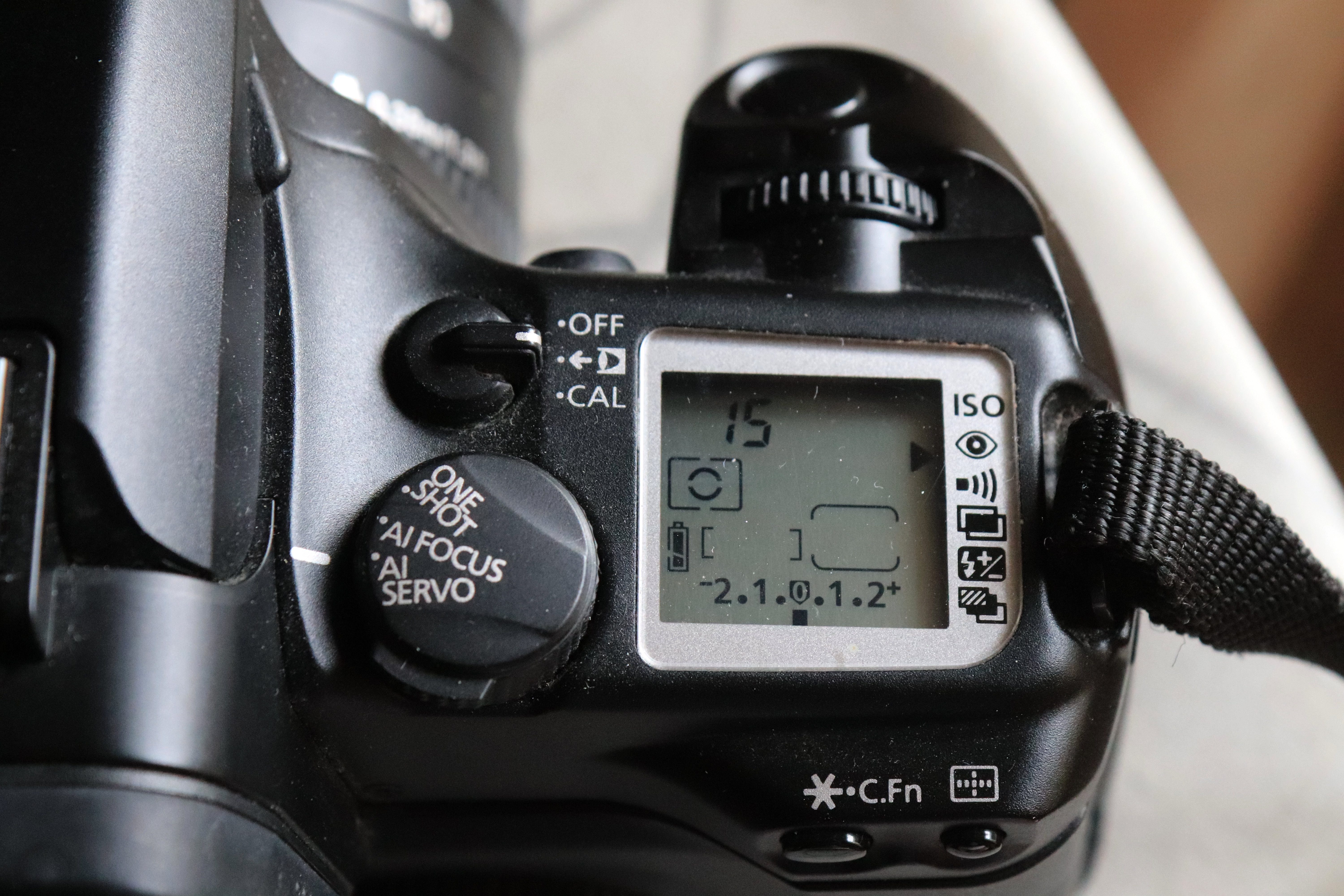
Afficheur LCD du Canon EOS 30.
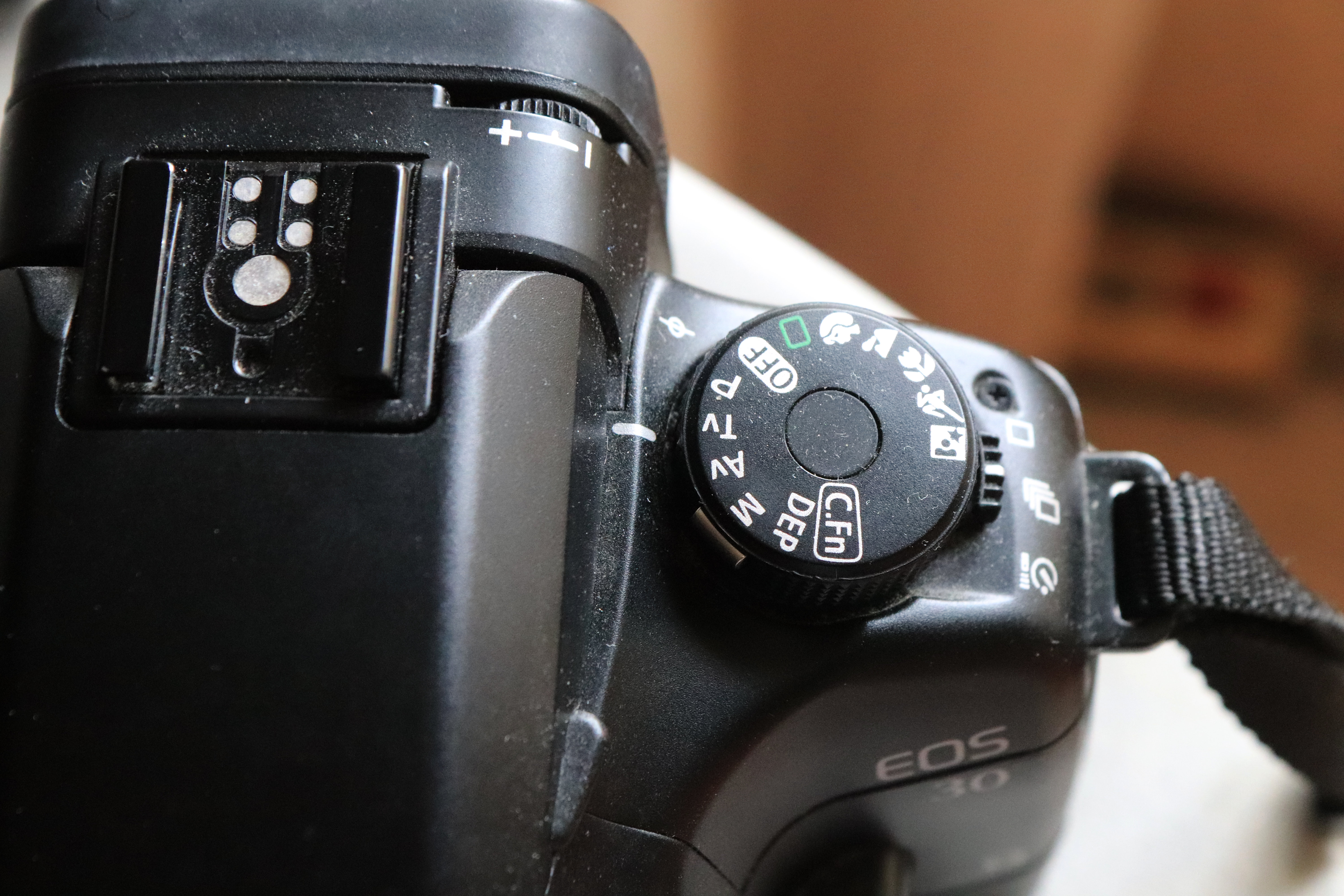
Vue de la mollette de commandes du Canon EOS 30.
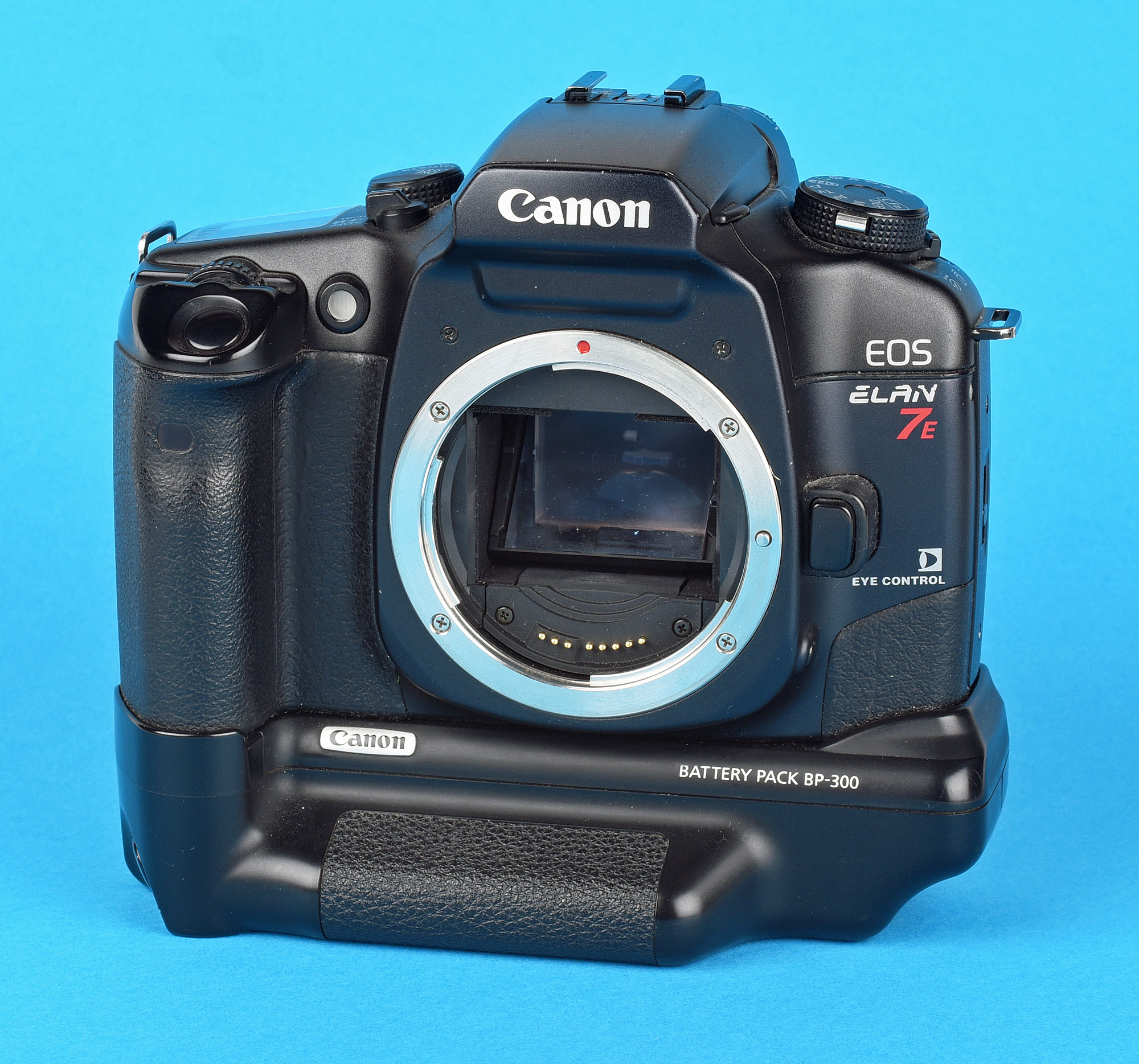
Canon EOS Elan 7E équipé du pack batteries BP-300.